# Área de governo local de Borgu
A Área de governo local de Borgu é uma região administrativa no Níger (estado), Nigéria, uma das 25 Áreas de governo local (LGAs) nesse estado, com sede na vila de New Bussa.
O código postal é 913.
O Borgu LGA era anteriormente parte do Kwara (estado), mas em 27 de agosto de 1991 foi transferido para o Estado do Níger.
A LGA tem a mesma extensão que o Emirado de Borgu, um Estado tradicional nigeriano.
Contém parte da Reserva de caça de Borgu, uma seção do Parque Nacional de Kainji.
No censo de 1991, Borgu LGA tinha uma população total de 110 mil habitantes, com uma população étnica mista da seguinte forma:
- Boko 30,000
- Kambari 25,000
- Busa 15,000
- Hauçás 10,000
- Fulas 8,000
- Iorubás 7,000
- Laru 5,000
- Duka 3,000
- Nupés 2,000
- Lopa 2,000
- Ibos 1,000
- Outros 2,000